# LT vz.33
LT vz.33 (чеськ. Lehký tank vzor 33), також використовувалася назва Tančík vz. 33) — чехословацька танкетка зразка 1933 року.

## Використання в країнах
Використовувалася в збройних силах Чехії, Словаччини та Третього Рейху.

## Історія
Була побудована за зразком танкетки Carden-Loyd Mk VI, яка була закуплена 1932 року.

### Випуск
Сумарно було випущено 74 машини.

## Конструкція

### Управління танкеткою
Водійське крісло розташовувалося праворуч, над ним був розташований спостережний люк розмірами 300 × 125 мм і товщиною куленепробивного скла в 50 мм. Ліворуч від водія розташовувався стрілець, який міг спостерігати за полем бою через точно такий самий люк.

### Озброєння
Зброєю були два кулемети ZB vz. 26 (по 2600 патронів кожний).

### Бронювання
Броня для танкетки та більша частина металевих деталей виготовлялися з кутової сталі. Товщина броні: 12 мм лобова броня, 8 мм бортова броня, по 6 мм кормова та верхня броня. Нанести пошкодження по танкетці за допомогою патронів 7,92 × 57 мм можна було з відстані не більше 185 м при такому бронюванні.

### Двигун
Двигун рідинного охолодження був 4-циліндровим і мав обсяг 1,95 л. При його потужності в 30 кінських сил можна було розвинути швидкість до 35 км/год. Цистерни з паливом (50 л кожна) розташовувалися по обидва боки двигуна.

### Трансмісія
Трансмісія складалася з 4 передніх передач та однієї задньої.

## Бойове застосування

### Чехія
У бойових діях у самих чехів не приймала. Зате брала участь у навчаннях.

### Третій Рейх
30 танкеток пішли на злам. Решта застосовувалися для навчання механіків-водіїв.

### Словаччина
У Словаччині брали участь у бойових діях. Ними був укомплектований 2-й танковий батальйон і 1-а танкетна рота. Останній раз вона брала участь під час Словацького національного повстання.